# Айдин (хребет)
Айдин (Айдин-Дагларі, тур. Aydın Dağları) — хребет на південно-заході Туреччини в Егейському регіоні. Був відомий як Месогіда (грец. Μεσωγίδα). Розташований на північ від міста Айдин, у південній частині історичної області Лідії, між долинами річок Малого Мендереса (Каістра) і Великого Мендереса (Меандру). Тягнеться зі сходу на захід від Денізлі до мису Мікале (Трогилія) в історичній області Іонії на узбережжі Егейського моря. Довжина понад 110 кілометрів. Найвищий пік, Хаджетдеде (Hacetdede Tepe) має висоту 1828 метрів і розташований на північний схід від міста Айдин.
На південь від хребта, в Карії перебували стародавні міста Магнесія на Меандрі, Тралли, Ніса. На захід — Ефес.
Відрогом хребта є Пактій висотою 305-1524 метрів і Форакс (Гюмюш, Gümüş Dağı) висотою 1020 метрів.
На південний схід знаходиться хребет Самсун (Мікале).